# Јожеф Нађ (музичар)
 Јожеф Нађ  (Панчево. 16. март 1977) српски је музичар, композитор и педагог. Бави се савременом музиком џез, блуз.
Класично музичко образовање почео је да добија већ са 5 година. Завршио је основну и средњу музичку школу „Јован Бандур“. Музичко школовање наставио на академијама у Будимпешти и Нишу , а као стипендиста Беркли колеџа у Бостону, где је и дипломирао на одсеку за виолину 2003. године
Активан је као професор виолине у Бостону од 2006. године у оквиру Berklee Global Strings Intensive program.

## Дискографија
- „ Digital World “, MDScoring 2009.
- „ Dark, Green Yet Blue “,Arabesque Recordings 2016.
- „"Twenty Twenty One" “, 2021.